# Архетипический персонаж
Архетипический (типовой) персонаж — разновидность повествовательного архетипа: устойчивый, шаблонный тип персонажа, который служит для аудитории (читателей, зрителей, слушателей) удобным ориентиром и мгновенно считывается благодаря регулярной повторяемости в самых разных повествованиях и культурных традициях. Примерами могут служить хитрый плут и плохой парень, роковая женщина и беспомощная красавица. На использовании упрощённых, одномерных типажей (Пьеро, Панталоне, Пульчинелла и т. д.) была построена итальянская комедия масок, а в ранней греческой комедии обязательными были фигуры «хвастуна» и «притворщика».
Характеры шаблонных персонажей могут быть сведены к ключевым чертам, выходящим за рамки конкретных сюжетов. Их предсказуемость тесно связывает их с  условностями соответствующего жанра: так, циничный детектив в прокуренном кабинете отсылает к нуару, а мудрый наставник, ведущий юного протагониста, ассоциируется с эпической фэнтези-сагой. Опираясь на такие шаблоны, создатели произведений для массовой аудитории используют универсальный культурный код, позволяя своей аудитории сразу понять функцию персонажа без углубления в его прошлое. Некоторые распространённые в прошлом шаблонные персонажи (например, жадный еврей или ленивый негр) в современных условиях могут считаться оскорбительными и неуместными.
Практичность шаблонных персонажей заключается в их эффективности и гибкости. Они избавляют своих создателей от необходимости изобретать полностью оригинальные характеры и позволяют сосредоточиться на совершенствовании сюжета или заложенных в него идей. «Безумный учёный» или «жадный капиталист» входят в повествование с уже готовыми мотивами, ускоряя развитие событий. Аудитория же проецирует на эти фигуры ожидания, которые можно как оправдать, так и разрушить — например, кажущаяся наивной «невинная героиня» может внезапно оказаться расчётливой манипуляторшей, превращая общеизвестный троп в неожиданный поворот. Эта двойственность делает архетипы универсальным инструментом: они могут укреплять жанровые каноны или бросать им вызов, усиливая иронию или напряжённость, когда их действия противоречат привычным нормам.
Однако, при всей их удобности, стереотипные персонажи, которые используются без должной нюансировки, представляют собой клише. В них часто видят признак ленивого письма. Многие критики убеждены, что заведомое отсутствие глубины в «готовых» персонажах разрушает правдоподобие повествования. Тем не менее их устойчивая популярность подчёркивает ценность для нарратива, особенно в жанрах, построенных на чётких моральных противоречиях или комедийных преувеличениях (сказки, ситкомы, комиксы и т. п.). Умелая трансформация — через сложные мотивы, неочевидные союзы или современные контексты — позволяет этим архетипам преодолеть одномерность. Высокую оценку специалистов получают те произведения массовой культуры, где традиция органично сочетается с новаторством, а «готовые» персонажи неожиданно развивают индивидуальные особенности.